# Tião Caroço
Sebastião Monteiro Guimarães Filho (Formosa, 7 de junho de 1951), conhecido como Tião Caroço, é um servidor público e político brasileiro, filiado ao Partido da Social Democracia Brasileira (PSDB). 
Foi prefeito do município de Formosa, Goiás,  por dois mandatos de 2000 a 2004 (pelo PP sendo eleito com 66% dos votos válidos) e 2005 a 2008 (pelo mesmo partido, recebendo 30.834 votos, pouco mais de 71%).
Renunciou ao mandato de prefeito em junho de 2008 para assumir o cargo de Conselheiro do Tribunal de Contas dos Municípios (TCM-GO) até sua aposentadoria em 2018. 
Atualmente, é deputado estadual de Goiás.